# Petőmihályfa
Petőmihályfa  ist eine ungarische Gemeinde im Kreis Vasvár im Komitat Vas.

## Geografische Lage
Petőmihályfa liegt acht Kilometer südlich der Kreisstadt Vasvár, an dem Fluss Sárvíz. Nachbargemeinden sind Andrásfa und Hegyhátszentpéter.

## Sehenswürdigkeiten
- Römisch-katholische Kapelle Szent Mihály iskolakápolna

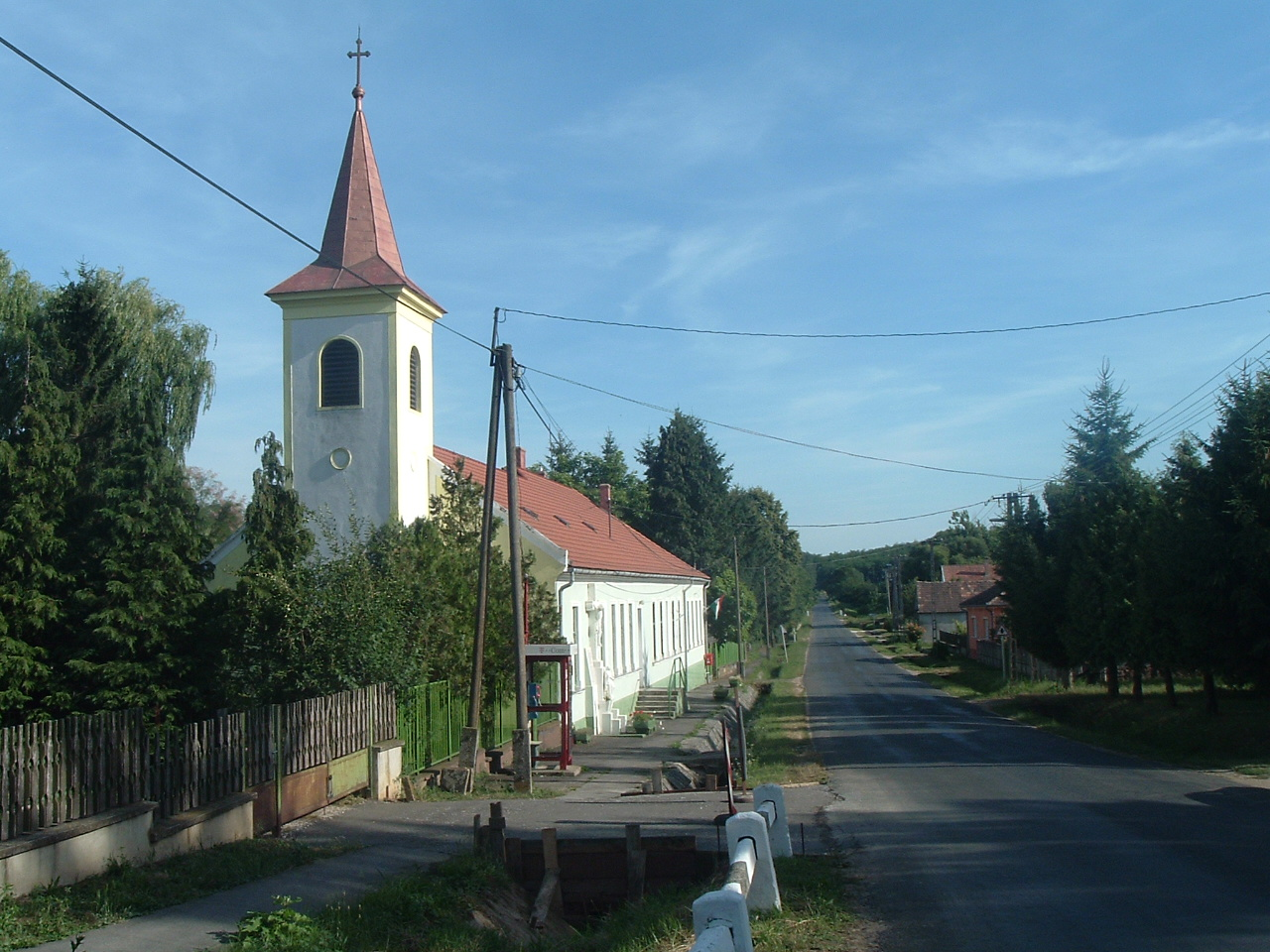
Römisch-katholische Kapelle Szent Mihály iskolakápolna in Petőmihályfa

- Römisch-katholische Kapelle Szent Bertalan hegyi-kápolna, erbaut im 18. Jahrhundert
- Weinberg

## Verkehr
In Petőmihályfa treffen die Landstraßen Nr. 7442 und Nr. 7443 aufeinander. Es bestehen Busverbindungen über Hegyhátszentpéter nach Győrvár sowie über Andrásfa und Telekes nach Gersekarát. Der nächstgelegene Bahnhof befindet sich ungefähr sechs Kilometer östlich in Győrvár.